# Bożena Shallcross
Bożena Mądra-Shallcross (ur. 1952) – profesor zwyczajny na University of Chicago. Prowadzi katedrę polonistyki na Wydziale Slawistycznym. W ostatnich pracach - w ramach Holocaust studies - zajmuje się badaniem śladów Zagłady w literaturze polskiej XX i XXI wieku.